# (8967) Calandra
(8967) Calandra ist ein Asteroid des äußeren Hauptgürtels, der am 13. Mai 1971 von dem niederländischen Astronomenehepaar Cornelis Johannes van Houten und Ingrid van Houten-Groeneveld entdeckt wurde. Die Entdeckung geschah im Rahmen der 1. Trojaner-Durchmusterung, bei der von Tom Gehrels mit dem 120-cm-Oschin-Schmidt-Teleskop des Palomar-Observatoriums aufgenommene Feldplatten an der Universität Leiden durchmustert wurden, elf Jahre nach Beginn des Palomar-Leiden-Surveys.
Der Asteroid gehört zur Eos-Familie, einer Gruppe von Asteroiden, welche typischerweise große Halbachsen von 2,95 bis 3,1 AE aufweisen, nach innen begrenzt von der Kirkwoodlücke der 7:3-Resonanz mit Jupiter, sowie Bahnneigungen zwischen 8° und 12°. Die Gruppe ist nach dem Asteroiden (221) Eos benannt. Es wird vermutet, dass die Familie vor mehr als einer Milliarde Jahren durch eine Kollision entstanden ist. Die zeitlosen (nichtoskulierenden) Bahnelemente von (8967) Calandra sind fast identisch mit denjenigen von drei kleineren, wenn man von der Absoluten Helligkeit von 15,6, 15,3 und 16,4 gegenüber 13,0 ausgeht, Asteroiden: (241572) 1995 OM13, (281668) 2008 VW46 und (326816) 2003 TY22.
Die Rotationsperiode von (8967) Calandra wurde 2016 von Adam Waszczak, Chan-Kao Chang, Eran Ofek et al. untersucht. Die Lichtkurve reichte jedoch nicht zu einer Bestimmung aus.
Der Asteroid wurde nach der Grauammer benannt, deren wissenschaftlicher Name Miliaria calandra beziehungsweise synonym Emberiza calandra lautet. Zum Zeitpunkt der Benennung des Asteroiden am 2. Februar 1999 befand sich die Grauammer auf der niederländischen Roten Liste gefährdeter Vögel.